# Звонко Богдан
Звонимир «Звонко» Богдан (серб. Звонко Богдан; *5 січня 1942, Сомбор) — виконавець власних і народних пісень Сербії, Хорватії, Угорщини та Румунії, найбільш відомий завдяки пісням, присвяченим бунєвцям. Окрім слави співака, є визнаним композитором і поетом, художником, виноробом і учасником кінних перегонів.

## Біографія
Звонимир Богдан народився в Сомборі (Воєводина, Сербія) в родині бунєвців, у часи Другої світової війни та угорської окупації Югославії. Провів дитинство на фермі свого діда Стипана Кукурузара; його дід по батьківській лінії Франья, що був візничим і тамбурашем, передав Звонкові любов до коней і народної музики. Після нетривалої роботи в Сомборському театрі, він у віці 19 років поступив до театральної академії в Белграді, заробляючи на життя співом у кав'ярнях. Контракт із готелем «Уніон», що був місцем зібрання белградської богеми, посприяв його кар'єрі, близько 30 років Звонимир давав концерти в Уніоні при кожному візиті до столиці. Його перший значний сольний концерт відбувся на терасі Белградської фортеці.
1971 була записана найвідоміша пісня Звонка Богдана «Hej salaši na severu Bačke» (Гей, хати на півночі Бачки). З 1972 він виступав зі знаковим у світі народної музики Балкан оркестром Яніка Балажа.
У роки балканських воєн 90-х, Богдан відмовився від виступів: «Я просто був не в гуморі для цього. Також піратство процвітало настільки, що мене нудило від думки про композиторську чи виконавську працю… Я лише надіюся, що ці потворні часи минуть і ми знов будемо здатні жити по-людськи».
У 2004 Звонимир Богдан взяв участь у впливовому фестивалі Exit, що переважно збирає гурти в жанрі поп/рок музики та відбувається в Петроварадинській фортеці; цей виступ став знаковим для народної музики та важливим для діалогу поколінь у сербському суспільстві.
В творчості Звонимира Богдана є як традиційні народні пісні так і його авторські (як уже згадана «Hej salaši na severu Bačke»). Є в репертуарі пісні угорською та циганською мовами.
В 2000-ні роки співпрацює з відомими колективами Orkestar Mileta Nikolića (наступники згадуваного оркестру Балажа) з Воєводини та Zagrebački tamburaši з Хорватії. 73-річний Богдан продовжує радувати виступами в Сербії та Хорватії, а також і в інших країнах на запрошення діаспорових громад.
Найвідоміші пісні з репертуару Звінка Богдана:
- Hej salaši na severu Bačke
- Osam tamburaša s Petrovaradina
- Bunjevačko prelo
- U tem Somboru
- Već odavno spremam svog mrkova
- Ne vredi plakati
- Govori se da me varaš
- Kraj jezera jedna kuća mala
- Fijaker stari
- Prošle su mnoge ljubavi
- Ko te ima, taj te nema

Богдан також був відомим візничим, одним із найуспішніших кінних спортсменів у Воєводині. Перших успіхів він досягав іще в 1970-ті. До 2012 року, коли він завершив кар'єру, на його рахунку були перемоги в Srpski kasački derbi, Slovački kasački derbi, Hrvatski kasački derbi, Subotička milja, Trci grada Subotice, Dužijanci, Zobnatički konjički igre, встановлював рекорди змагань.
В молодості Звонимир Богдан був одружений з популярною акторкою Ґізелою Вукович. Наступний його шлюб був успішніним, він і його дружина Мир'яна виховали двох дітей, мають трьох онуків. З 1980 року родина живе в Суботиці, де пан Звонимир володіє іменною винарнею. З 2009 року — почесний громадянин Суботиці (третій, хто отримав це звання).

## Вплив
Найвідоміші сучасні музики-тамбураші з Хорватії, як-от: Златни Дукати, Кичо Слабінац і Мирослав Шкоро, — записали багато пісень створених або виконуваних Богданом. Альбом Starogradska pjesmarica (1994) гурту Златни Дукати містить його популярні пісні. Мирослав Шкоро має звичай виконувати «Ej salaši na sjeveru Bačke» чи не на кожному концерті на пошану Звонимирові Богдану.
1990 року поет Драго Бритвич і композитор Синиша Леополд з Хорватії написали пісню «Svirci moji» (Мої музи́ки) спеціально для Богданового виступу на фестивалі «Zlatne žice Slavonije» у Пожезі. Через початок війни Звонимир Богдан не зміг виступити, натомість Дука Чаїч, виконавши цю пісню, взяв гран-прі фестивалю. Понад 10 років минуло перш ніж Богдан у програмі  «Hit do hita» на HRT виконав «Svirci moji». З того часу пісня є в його репертуарі. Також її виконують Крунослав Слабінач і Златни Дукати, пісня вважається класикою серед виконавців тамбуриці.
У 2000-ні Звонко Богдан записав ряд патріотичних хорватських пісень, як-от: «Otvori prozor» (Відкрий вікно), «Od Konavala pa do Zagore» (Від Конавлі до Загори), «Markova čežnja» (Маркова туга). У травні 2003 на фестивалі Бродфест у Славонському Броді Богдан отримав приз «Ruka slobode» («Рука свободи») за пісню «Od Konavala pa do Zagore», текст пісні був визнаний найкращим хорватським поетичним патріотичним твором 2002 року.
45-та річниця творчої діяльності Звонимира Богдана була відзначена концертом у головному концертному залі Белграду — Сава-центрі в листопаді 2013.

## Дискографія

### Альбоми
| Назва                                                 | Рік виходу      | Формат, лейбл         |
| ----------------------------------------------------- | --------------- | --------------------- |
| Biseri narodne muzike з Оркестром Яніка Балажа        | 22 квітня 1971  | LP, PGP RTB           |
| Zvonko Bogdan                                         | 15 жовтня 1972  | LP, PGP RTB           |
| Zvonko Bogdan i orkestar Šandora Lakatoša             | 4 грудня 1973   | LP, PGP RTB           |
| Zvonko Bogdan peva za Vas                             | 8 жовтня 1974   | LP, PGP RTB           |
| Što se bore misli moje                                | 19 березня 1976 | LP, PGP RTB           |
| Zvonko Bogdan                                         | 10 січня 1980   | LP, PGP RTB           |
| Zvonko Bogdan i tamburaški orkestar Janike Balaža     | 6 червня 1981   | LP, PGP RTB           |
| Pesme i pesnici                                       | 15 лютого 1984  | LP, PGP RTB           |
| Legolas                                               | 22 червня 1984  | LP, PGP RTB           |
| Svaku ženu volim ja                                   | 20 червня 1988  | LP, PGP RTB           |
| Život teče u laganom ritmu                            | 2001            | CD, Croatia Records   |
| Živim život k'o skitnica                              | 2002            | CD, A Records, Сомбор |
| Rariteti                                              | 2003            | CD                    |
| Uspomena na vreme koje se sigurno ponoviti neće       | 2004            | Double CD             |
| Panonija i ja                                         | 2005            | CD, Vojvodina Music   |
| Tko te ima, taj te nema                               | 2007            | CD, Croatia Records   |
| Godine su mnoge prošle з Tamburica Orchestra «Serbus» | 2008            | CD, Manart & Serbus   |